# Bill Barrett
William E. Barrett, detto Bill (Lexington, 9 febbraio 1929 – Lexington, 20 settembre 2016), è stato un politico statunitense, membro della Camera dei Rappresentanti per lo stato del Nebraska dal 1991 al 2001.

## Biografia
Nato a Lexington, dopo il college Barrett lavorò come agente immobiliare e successivamente entrò in politica con il Partito Repubblicano.
Nel 1978 venne eletto all'interno dell'Assemblea legislativa del Nebraska, dove restò per dodici anni.
Nel 1990, quando la deputata di lungo corso Virginia Smith annunciò il suo pensionamento, Barrett si candidò per il suo seggio alla Camera dei Rappresentanti e venne eletto. Negli anni successivi venne riconfermato dagli elettori per altri quattro mandati, finché nel 2000 decise di non ricandidarsi ulteriormente e lasciò il Congresso dopo dieci anni di permanenza.
Bill Barrett morì nel 2016, all'età di ottantasette anni.